# Dicranomyia (Dicranomyia) stulta
Dicranomyia (Dicranomyia) stulta is een tweevleugelige uit de familie steltmuggen (Limoniidae). De soort komt voor in het Nearctisch gebied.